# Skalka (district de Hodonín)
Pour les articles homonymes, voir Skalka.
Skalka est une commune du district de Hodonín, dans la région de Moravie-du-Sud, en République tchèque. Sa population s'élevait à 151 habitants en 2020.

## Géographie
Skalka se trouve à 7 km à l'est-nord-est de Kyjov, à 22 km au nord-nord-est de Hodonín, à 48 km à l'est-sud-est de Brno et à 232 km au sud-est de Prague.
La commune est limitée par Labuty au nord, par Osvětimany à l'est, par Ježov au sud, et par Hýsly à l'ouest.

## Histoire
La première mention écrite de la localité date de 1318.